# Miss Mondo 1996
Miss Mondo 1996, la quarantaseiesima edizione di Miss Mondo, si è tenuta il 23 novembre 1996, presso il M. Chinnaswamy Stadium a Bangalore, in India. Il concorso è stato presentato da Richard Steinmetz e Ruby Bhatia. Irene Skliva, rappresentante della Grecia è stata incoronata Miss Mondo 1996.

## Risultati

### Piazzamenti
| Risultato       | Concorrente |
| --------------- | --- |
| Miss Mondo 1996 | - Grecia - Irene Skliva |
| 2ª classificata | - Colombia - Carolina Arango |
| 3ª classificata | - Brasile - Anuska Valéria Prado |
| Finaliste       | - India - Rani Jeyraj - Venezuela - Ana Cepinska |
| Semifinaliste   | - Aruba - Afranina Henriquez - Belgio - Laurence Borremans - Messico - Yessica Salazar - Rep. Dominicana - Idelsa Núñez - Sudafrica - Peggy-Sue Khumalo |

### Regine continentali
| Risultato | Concorrente                     |
| --------- | ------------------------------- |
| Asia      | - India - Rani Jeyraj           |
| Europa    | - Grecia - Irene Skliva         |
| Americhe  | - Colombia - Carolina Arango    |
| Caraibi   | - Aruba - Afranina Henriquez    |
| Africa    | - Sudafrica - Peggy-Sue Khumalo |

### Riconoscimenti speciali
| Riconoscimento           | Concorrente                 |
| ------------------------ | --------------------------- |
| Miss Personality         | - Filippine - Daisy Reyes   |
| Most Photogenic          | - Venezuela - Ana Cepinska  |
| Spectacular Dress        | - Brasile - Anuska Prado    |
| Spectacular Beach Wear   | - Messico - Yessica Salazar |
| Spectacular Evening Wear | - India - Rani Jeyraj       |

## Concorrenti
| Nazione                   | Concorrente                            | Età |
| ------------------------- | -------------------------------------- | --- |
| Argentina                 | Fernanda Fernández Ramírez             | 18  |
| Aruba                     | Afranina Henriquez                     | 20  |
| Australia                 | Nicole Smith                           | 24  |
| Austria                   | Bettina Buxbaumer                      | 23  |
| Bangladesh                | Rehnuma Dilruba                        | 20  |
| Belgio                    | Laurence Borremans                     | 18  |
| Bolivia                   | Andrea Mariana Forti Sandoval          | 19  |
| Bonaire                   | Jhane Louise Landwier                  | 18  |
| Bosnia ed Erzegovina      | Belma Zvrko                            | 18  |
| Botswana                  | Joyce Manase                           | 20  |
| Brasile                   | Anuska Valeria Prado                   | 20  |
| Bulgaria                  | Viara Kamenova                         | 21  |
| Canada                    | Michelle Carrie Lillian Weswaldi       | 19  |
| Cile                      | Luz Francisca Valenzuela Höllzer       | 20  |
| Cipro                     | Maria Papaprodromou                    | 19  |
| Colombia                  | Carolina Arango Corrales               | 19  |
| Corea del Sud             | Seol Soo-jin                           | 21  |
| Costa Rica                | Natalia Carvajal Lorenzo               | 21  |
| Croazia                   | Vanja Rupena                           | 18  |
| Curaçao                   | Yandra Angelica Faulborn               | 19  |
| Ecuador                   | Jennifer Lynn Graham Dumani            | 19  |
| Estonia                   | Mari-Liis Kapustin                     | 18  |
| Filippine                 | Daisy Garcia Reyes                     | 20  |
| Finlandia                 | Hanna Hirvonen                         | 20  |
| Francia                   | Séverine Derouallé                     | 22  |
| Germania                  | Melanie Ernst                          | 18  |
| Ghana                     | Sheila Azuntaba                        | 19  |
| Giamaica                  | Selena Delgado                         | 21  |
| Giappone                  | Miyuki Fujii                           | 21  |
| Gibilterra                | Samantha Lane                          | 17  |
| Grecia                    | Irene Skliva                           | 18  |
| Grenada                   | Aria Johnson                           | 25  |
| Guam                      | Aileen Maravilla                       | 23  |
| Guatemala                 | Maria Gabriela Rosales Castellaños     | 19  |
| Hong Kong                 | Chillie Poon                           | 24  |
| India                     | Rani Joan Jeyraj                       | 21  |
| Irlanda                   | Niamh Marie Redmond                    | 19  |
| Isole Vergini Americane   | Emoliere Williams                      | 18  |
| Isole Vergini Britanniche | Ayana Glasgow                          | 21  |
| Israele                   | Talia Lewenthal                        | 18  |
| Italia                    | Mara de Gennaro                        | 24  |
| Jugoslavia                | Slavica Krivokuca                      | 18  |
| Kenya                     | Pritpal Kulwant Dhamu                  | 18  |
| Lettonia                  | Anta Dukere                            | 22  |
| Libano                    | Nisrine Sami Nasser                    | 22  |
| Lituania                  | Daiva Anuzyte                          | 18  |
| Macao                     | Guiomar Madeira da Silva Pedruco       | 21  |
| Macedonia                 | Vera Mesterovic                        | 17  |
| Malaysia                  | Qu-an How Cheok Kuan                   | 20  |
| Messico                   | Yessica Salazar Gonzalez               | 21  |
| Nigeria                   | Emma Komlosy                           | 19  |
| Norvegia                  | Eva Sjøholt                            | 24  |
| Nuova Zelanda             | Kelly-Rose Mischiewski                 | 21  |
| Paesi Bassi               | Petra Hoost                            | 20  |
| Panama                    | Norma Elida Perez Rodríguez            | 21  |
| Paraguay                  | Maria Ingrid Götze Scheunemann         | 22  |
| Perù                      | Monica Chácon de Vettori               | 21  |
| Polonia                   | Agnieszka Zielińska                    | 20  |
| Porto Rico                | Marissa de la Caridad Hernández        | 21  |
| Portogallo                | Ana Mafalda Schaefer de Almeida Santos | 21  |
| Regno Unito               | Rachael Liza Warner                    | 22  |
| Rep. Ceca                 | Petra Minartova                        | 18  |
| Rep. Dominicana           | Idelsa Núñez Torres                    | 21  |
| Romania                   | Carmen Radoi                           | 21  |
| Russia                    | Viktoriya Tsapitsina                   | 17  |
| Seychelles                | Christina Pillay                       | 22  |
| Singapore                 | Carol Tan                              | 19  |
| Slovacchia                | Linda Lencova                          | 18  |
| Slovenia                  | Alenka Vindiš                          | 18  |
| Spagna                    | Patricia Ruiz Fernández                | 19  |
| Stati Uniti               | Kelly Webber                           | 20  |
| Sudafrica                 | Peggy-Sue Khumalo                      | 21  |
| Svezia                    | Åsa Johansson                          | 20  |
| Svizzera                  | Melanie Winiger                        | 17  |
| eSwatini                  | Olive Healy                            | 22  |
| Tahiti                    | Hinerava Hiro                          | 18  |
| Taiwan                    | Chen Hsiao-Fen                         | 23  |
| Tanzania                  | Shose Akare Sinare                     | 20  |
| Thailandia                | Sirinya Winsiri                        | 17  |
| Trinidad e Tobago         | Sharda Ramlogan                        | 23  |
| Turchia                   | Serpil Sevilay Ozturk                  | 19  |
| Ucraina                   | Nataliya Shvachko                      | 20  |
| Uganda                    | Sheba Kerere                           | 19  |
| Ungheria                  | Andrea Deak                            | 19  |
| Uruguay                   | Claudia Veronica Gallaretta Olmedo     | 19  |
| Venezuela                 | Ana Cepinska Miszak                    | 18  |
| Zambia                    | Alice Banda                            | 21  |
| Zimbabwe                  | Nomsa Ndiweni                          | 19  |